# Mitropapokal 1959
Der Mitropapokal 1959 war die 19. Auflage des Fußballwettbewerbs. Budapest Honvéd gewann das in Hin- und Rückspiel ausgetragene Finale gegen MTK Budapest.

## Viertelfinale
|                       | Gesamt |                  | Hinspiel | Rückspiel |
| --------------------- | ------ | ---------------- | -------- | --------- |
| Wiener Sport-Club     | 2:8    | Budapest Honvéd  | 2:1      | 0:7       |
| MTK Budapest          | 7:4    | TJ Dynamo Prag   | 5:0      | 2:4       |
| FK Vojvodina Novi Sad | 4:3    | First Vienna FC  | 1:0      | 3:3       |
| DSO Baník Ostrava     | 3:4    | Partizan Belgrad | 1:1      | 2:3       |

## Halbfinale
|                  | Gesamt    |                       | Hinspiel | Rückspiel |
| ---------------- | --------- | --------------------- | -------- | --------- |
| MTK Budapest     | 2:1       | FK Vojvodina Novi Sad | 2:1      | 0:0       |
| Partizan Belgrad | (L)5:5(L) | Budapest Honvéd       | 3:3      | 2:2       |

## Finale
|                 | Gesamt |              | Hinspiel | Rückspiel |
| --------------- | ------ | ------------ | -------- | --------- |
| Budapest Honvéd | 6:5    | MTK Budapest | 4:3      | 2:2       |